# Mitten in Europa – Deutsche Geschichte
Mitten in Europa – Deutsche Geschichte ist eine Dokumentationsserie des Produzenten Rüdiger Proske zur europäischen Geschichte sowie der deutschen Geschichte im Besonderen aus dem Jahr 1989.

## Inhalt
Die Serie beschäftigt sich mit europäischer, insbesondere mit deutscher Geschichte. Beschäftigt sich die erste Folge noch mit den Kelten, mit frühgermanischen Kulturen und dem römischen Weltreich, so verändert sich dieses breite Spektrum mit dem dritten Teil. In dieser Folge wird erklärt, dass das Reich Karls des Großen nach dessen Tod immer stärker unter den Raubzügen der Wikinger, der Araber sowie der Ungarn litt und dass deshalb die zerstrittenen Erben Karls des Großen das Reich aufteilten. Zunächst 843 nach Christus mit dem Vertrag von Verdun; und später nochmals 880 nach Christus mit dem Vertrag von Ribemont. Schließlich wird betont, dass so aus dem Ostteil des Reiches das Reich der Deutschen entstand. Damit findet die Serie in diesem dritten Teil ihren eigentlichen Schwerpunkt. Die Serie behandelt nun Schritt für Schritt die Deutsche Geschichte bis zur Wiedervereinigung im Jahr 1990.

## Hintergrund
Die Serie wurde von der Projekt Studio Rüdiger Proske GmbH hergestellt und entstand unter der Regie von Tobias Hoffmann und Gondrand de Bruycker. Die Wissenschaftler Hartmut Boockmann (Mittelalterexperte), Heinz Schilling (Experte der Frühen Neuzeit) sowie Hagen Schulze (Neuzeitexperte) halfen ebenfalls bei der Produktion. Im Vorspann und Abspann wurde betont, dass das Projekt von verschiedenen Großunternehmen – Hoesch, Bosch und anderen – unterstützt wurde.
Die Geschichtsserie wurde erstmals 1989 auf dem Fernsehsender Sat.1 gezeigt und seitdem nicht wiederholt. Die letzte Folge wurde 1990 nachproduziert. Zu den Sendungen konnte der Zuschauer Begleithefte bestellen. Diese Hefte wurden später unter dem Titel Die Deutsche Geschichte in vier Bänden neu aufgelegt.
Der letzte Band wurde für die Neuauflage aktualisiert und deckt damit die Zeit von 1961 bis 2000 ab.
Auf Video wurde die Serie zeitweise vom Deutschen Filmzentrum vertrieben.

## Folgenindex
1. Das römische Erbe 50 v. Chr.–375 n. Chr.
2. Das Reich der Franken 375–814
3. Der Beginn der deutschen Geschichte 814–1150
4. Die Zeit der frühen Staufer 1150–1215
5. Die Mitte Europas in Bewegung 1215–1346
6. Krisen und Reichtum des Mittelalters 1346–1378
7. Herbst des Mittelalters 1378–1517
8. Habsburgische Weltreich und Reformation 1480–1521
9. Kampf um den Glauben 1521–1555
10. Religion und Staatsraison 1545–1648
11. Zeitalter des Absolutismus 1648–1740
12. Untergang des alten Reiches 1740–1806
13. Die Geburt der deutschen Nation 1806–1849
14. Der Weg zum Nationalstaat 1849–1892
15. Das wilhelminische Deutschland 1888–1914
16. Die Weimarer Republik 1918–1933
17. Im Banne von Verführung und Gewalt 1933–1939
18. Katastrophe und Neubeginn 1942–1961
19. Die deutsche Geschichte geht weiter 1961–1990